# Bad Wurzach
Bad Wurzach – miasto uzdrowiskowe w Niemczech, w kraju związkowym Badenia-Wirtembergia, w rejencji Tybinga, w regionie Bodensee-Oberschwaben, w powiecie Ravensburg.

## Współpraca
Miejscowości partnerskie:
- Francja: Luxeuil-les-Bains
- Polska: Popielów
- Jersey: Saint Helier
- Wielka Brytania: Wallingford